# Blood Has Been Shed
Blood Has Been Shed fue una banda de metalcore estadounidense proveniente de Connecticut la cual se formó en el año de 1997. Son conocidos por tener entre sus miembros al exvocalista y al baterista de Killswitch Engage (Howard Jones y Justin Foley), pero cada banda tiene su propio estilo, haciéndolas muy diferenciables en cuanto a su sonido. La banda ha lanzado tres álbumes hasta la fecha: I Dwell on Thoughts of You en 1998, Novella of Uriel en el 2001 y Spirals en el 2003.

## Integrantes
Actuales
- Howard Jones - Voz (1997-2004)
- Corey Unger - Voz, Guitarra (1997-2004)
- John Lynch - Bajo (2002-2004), Batería (1997-2002)
- Justin Foley - Batería (2002-2004)

Pasados
- Todd Beaton- Guitarra (1997-2000)
- Chris- Bajo (1997-1998)
- Samson Contempas - Bajo (1999)
- Richard Thurston- Bajo (2000-2001)
- Daniel Daponde- Guitarra (2000-2001) - (también en The Acacia Strain) (Guitarra) 2001-2006
- David Sroka- Guitar (2001)
- Brendan "Slim" MacDonald- Guitar (2001-2004)
- Josh Venn- (también en She Is a Liar y All That Remains) Guitarra (2004)
- AJ Parisi- Batería(2007-2008 solamente en sesiones de grabación)

## Discografía
- I Dwell on Thoughts of You (1998)
- Novella of Uriel (2001)
- Spirals (2003)

## Videos
- She Speaks To Me